# Reginald (Wrestler)
Sidney Iking Bateman (* 13. März 1993 in Memphis, Tennessee) ist ein amerikanischer Wrestler. Er steht derzeit bei der WWE unter Vertrag und tritt regelmäßig in deren Show Raw auf. Sein bislang größter Erfolg ist der vierfache Erhalt der WWE 24/7 Championship.

## Wrestling-Karriere

### World Wrestling Entertainment (seit 2020)
Am 14. Januar 2020 unterschrieb er bei der WWE einen Vertrag. Am 11. Dezember 2020 debütierte er an der Seite von Carmella bei SmackDown unter dem Ringnamen Reginald Thomas. Sein Ringname wurde kurz darauf in Reginald geändert. Am 22. Januar 2021 bestritt er sein erstes Match gegen Sasha Banks, dieses verlor er jedoch. Am 5. März 2021 warf ihn Carmella aus ihrer Gruppe raus. Kurz darauf managte er das Team von Nia Jax und Shayna Baszler. Am 19. Juli 2021 wurde er jedoch von beiden Damen attackiert. Kurz darauf pinnte er Akira Tozawa, um die WWE 24/7 Championship zu gewinnen. Am 30. Juli 2021 wurde sein Ringname in Reggie geändert. Die Regentschaft hielt 112 Tage, er verlor den Titel am 8. November 2021 an Drake Maverick. Den Titel gewann er jedoch einige Minuten später zurück. Die Regentschaft hielt 14 Tage, er verlor den Titel am 22. November 2021 an Cedric Alexander. Am 14. Februar 2022 gewann er erneut die WWE 24/7 Championship, hierfür besiegte er Dana Brooke. Die Regentschaft hielt 7 Tage, er verlor den Titel am 21. Februar 2022 zurück an Dana Brooke. Am 18. April 2022 gewann er von Brooke erneut die WWE 24/7 Championship, jedoch verlor er diesen nach wenigen Sekunden an Tamina.

## Titel und Auszeichnungen
- World Wrestling Entertainment
  - WWE 24/7 Championship (4×)